# Dobrotești (gmina w okręgu Dolj)
Dobrotești (Dobroteștiⓘ) – gmina w Rumunii, w okręgu Dolj. Obejmuje miejscowości Dobrotești i Nisipuri. W 2011 roku liczyła 1733 mieszkańców.